# Liste der Gedenktafeln in Berlin-Charlottenburg-Nord
Die Liste der Gedenktafeln in Berlin-Charlottenburg-Nord enthält die Namen, Standorte und, soweit bekannt, das Datum der Enthüllung von Gedenktafeln.
Die Liste ist nicht vollständig.

## Charlottenburg-Nord
| Bild | Name                             | Standort                                                                     | Datum der Enthüllung |
| ---- | -------------------------------- | ---------------------------------------------------------------------------- | -------------------- |
|      | Gedenkstätte Plötzensee          | Hüttigpfad                                                                   |                      |
|      | Gedenkstätte Plötzensee          | Hüttigpfad                                                                   |                      |
|      | Gedenkstätte Plötzensee – Urne   | Hüttigpfad                                                                   |                      |
|      | Walter Gropius                   | Goebelstraße 18                                                              |                      |
|      | Nikolaus Christoph von Halem     | U-Bhf Halemweg                                                               |                      |
|      | Paul Rudolf Henning              | Heckerdamm 287                                                               |                      |
|      | Paul Hertz                       | Heckerdamm 237                                                               |                      |
|      | Pfad der Erinnerung              | Friedrich-Olbricht-Damm, Heckerdamm, Heilmannring, Hüttigpfad, Toeplerstraße |                      |
|      | Maria Regina Martyrum            | Heckerdamm 230                                                               |                      |
|      | Maria Regina Martyrum            | Heckerdamm 230                                                               |                      |
|      | Paul-Hertz-Siedlung              | Bernhard-Lichtenberg-Straße 20                                               |                      |
|      | Schleuse Charlottenburg          | Nonnendamm 24                                                                |                      |
|      | Schleuse Plötzensee              | Saatwinkler Damm 4                                                           |                      |
|      | Justizvollzugsanstalt Plötzensee | Hüttigpfad                                                                   |                      |
|      | Volkspark Jungfernheide          | Volkspark Jungfernheide                                                      |                      |
|      | Volkspark Jungfernheide          | Volkspark Jungfernheide                                                      |                      |
|      | Erwin von Witzleben              | Halemweg 34                                                                  |                      |